# Transferências unilaterais
Em economia, transferências unilaterais são donativos, subsídios, ou seja, pagamentos e recebimentos que não têm contrapartida de compra e venda de bens ou serviços.
Termo usado para determinar um dos componentes do balanço de pagamentos de um país, que inclui os valores ingressados no país através de doações,reparações de guerra, heranças, etc. Conta composta por todas as doações e remessas de dinheiro para o país não relacionadas com operações comerciais, como o dinheiro mandado por cidadãos que moram no exterior.